# River Bend (Misuri)
River Bend es una villa ubicada en el condado de Jackson en el estado estadounidense de Misuri. En el Censo de 2010 tenía una población de 10 habitantes y una densidad poblacional de 2,21 personas por km².

## Geografía
River Bend se encuentra ubicada en las coordenadas 39°10′41″N 94°23′23″O / 39.17806, -94.38972. Según la Oficina del Censo de los Estados Unidos, River Bend tiene una superficie total de 4.52 km², de la cual 3.94 km² corresponden a tierra firme y (12.89%) 0.58 km² es agua.

## Demografía
Según el censo de 2010, había 10 personas residiendo en River Bend. La densidad de población era de 2,21 hab./km². De los 10 habitantes, River Bend estaba compuesto por el 100% blancos, el 0% eran afroamericanos, el 0% eran amerindios, el 0% eran asiáticos, el 0% eran isleños del Pacífico, el 0% eran de otras razas y el 0% pertenecían a dos o más razas. Del total de la población el 0% eran hispanos o latinos de cualquier raza.